# Гиньяр, Андре
Андре Гиньяр (также Жиньяр; фр. André Guignard; 1917 - 21 июня 1982) - швейцарский шашист, не менее 17 раз завоёвывал титул чемпиона Швейцарии по международным шашкам. В турнире претендентов 1954 года занял второе место. В чемпионате Европы 1977 года разделил 10-11 места. Был секретарём Швейцарской федерации шашек и вице-президентом Всемирной федерации шашек (ФМЖД).